# Paolo Francesco di Sales di Thorens
Pietro Paolo Francesco di Sales di Thorens conte di Duingt e Chateauvieux (Annecy, 1778 – Thorens, 29 agosto 1850) è stato un generale e ambasciatore italiano, insignito del collare dell'Ordine supremo della Santissima Annunziata da re Carlo Alberto di Savoia.

## Biografia
Nacque nel 1778. Divenuto Paggio d'Onore reale nel 1787, si arruolò volontario nell'Armata Sarda come ufficiale dei volontari savoiardi, partecipando alla guerra delle Alpi nel 1794. Alla restaurazione del 1814 venne promosso capitano di cavalleria. Nel corso del 1815 fu commissario del Re di Sardegna presso il generale Arthur Wellesley duca di Wellington nella campagna di Francia, partecipando alla battaglia di Waterloo dove si distinse per aver portato gli ordini del generale inglese ad una batteria d'artiglieria prussiana. Il 26 dicembre 1815 fu nominato segretario d'ambasciata a Parigi, in Francia, e promosso maggiore sotto aiutante generale fu incaricato d'affari nei Paesi Bassi nel corso del 1818. In quello stesso anno fu inviato straordinario a Berlino, e nel 1821 fu promosso colonnello di cavalleria. Nel 1825 fu inviato straordinario, e poi ambasciatore del Regno di Sardegna a San Pietroburgo, in Russia. Trasferito a Parigi nel 1829 venne promosso maggior generale, e rimase nella capitale di Francia sino all'aprile 1836, sostituito da Antonio Brignole Sale. Fu posto in pensione con il grado di tenente generale e ministro di stato. Commendatore dell'Ordine militare di Savoia, Cavaliere di Gran Croce decorato di gran cordone dell'Ordine dei Santi Maurizio e Lazzaro,  venne creato conte da re Carlo Alberto di Savoia il 10 settembre 1846, e insignito del Collare dell'Ordine supremo della Santissima Annunziata il 27 marzo 1847.
Senatore del Regno di Sardegna con Regio Decreto del 3 marzo 1848, divenne Ministro e membro del Consiglio di Stato Si spense a Thorens il 29 agosto 1850.